# Lisa M. Hansen
Lisa M. Hansen (* 20. Jahrhundert) ist eine US-amerikanische Filmproduzentin.

## Leben
Lisa Hansen wuchs in Chicago auf und war einige Jahre Radio-DJ in Gillette (Wyoming). Danach kehrte sie nach Chicago zurück und wurde Programmmanagerin beim Pay-TV-Kanal Spectrum. 1981 kam sie zu Paul Hertzbergs Produktionsfirma CineTel Films, wo sie 1983 zum Vice-President befördert wurde und mit der Firma nach Los Angeles zog. 1990 wurde sie Präsidentin von CineTel. Ihr Schaffen umfasst mehr als 100 Produktionen, wobei sie am häufigsten als Executive Producerin tätig ist. Ihr Schwerpunkt liegt auf Action- und Horrorfilmen als Low-Budget-Film.

## Filmografie (Auswahl)
- 1987: Cold Steel
- 1990: Far Out Man
- 1997: Spielplatz der Mörder (Below Utopia)
- 1999: Im Fadenkreuz des Todes (Supreme Sanction)
- 1999: Judgement Day – Der jüngste Tag (Judgement Day)
- 2000: Die Wahrheit über Engel (A Rumor of Angels)
- 2002: Global Effect – Am Rande der Vernichtung (Global Effect)
- 2007: Loch Ness – Die Bestie aus der Tiefe (Beyond Loch Ness)
- 2009: Hydra – The Lost Island (Hydra)
- 2010: I Spit on Your Grave
- 2011: Super Twister (Mega Cyclone)
- 2013: I Spit on Your Grave 2
- 2014: Eissturm aus dem All (Christmas Icetastrophe)
- 2015: I Spit on Your Grave 3
- 2016: 2 Lava 2 Lantula!
- 2019: Kill Chain